# Terremoto de Flores de 1992
El terremoto de Flores de 1992 ocurrió el 12 de diciembre de 1992 en la isla de Flores en Indonesia. Con una magnitud de 7,8 y una intensidad máxima de Mercalli de VIII, fue el terremoto más grande y también el más mortífero en 1992 y en la región de las Islas Menores de la Sonda. El terremoto fue provocado por un deslizamiento de la falla de empuje de Flores. Esta falla desciende hacia el sur debajo de la isla Flores. Los epicentros de la mayoría de los terremotos del empuje de Flores se encuentran en la isla de Flores.

## Descripción
El terremoto se produjo a las 13:29, hora central de Indonesia, y fue seguido por varias réplicas graves.Al menos 2.500 personas murieron o desaparecieron cerca de Flores, incluidas 1.490 en Maumere y 700 en Babi.Más de 500 personas resultaron heridas y 90.000 quedaron sin hogar.Diecinueve personas murieron y 130 casas quedaron destruidas en Kalaotoa.Los daños se estimaron en más de 100 millones de dólares estadounidenses.Aproximadamente el 90% de los edificios fueron destruidos en Maumere, la ciudad más afectada, por el terremoto y el posterior tsunami, mientras que entre el 50% y el 80% de las estructuras en Flores resultaron dañadas o destruidas.Se cortó el suministro eléctrico en la zona y en el puerto de Maumere.El hospital de Maumere quedó completamente destruido y los pacientes fueron tratados en tiendas de campaña.También se produjeron daños en Sumba y Alor.

### Tsunami
El tsunami de Flores se extendió tierra adentro hasta 300 metros con olas de hasta 25 metros de altura.

## Esfuerzos de ayuda
El gobierno de Indonesia envió misiones de rescate y socorro a las zonas afectadas por el terremoto y declaró el terremoto un desastre nacional.La fuerza aérea indonesia prestó asistencia, principalmente transportando medicinas y ropa.La malaria y la gripe aumentaron significativamente después del desastre.Los supervivientes de la isla de Babi fueron evacuados ya que todas las casas de la isla fueron demolidas. Los esfuerzos de ayuda internacional se vieron obstaculizados por el inicio de la temporada de lluvias.
El Gobierno de Indonesia también solicitó asistencia de la comunidad internacional. Agencias como el Banco Asiático de Desarrollo en Asia, junto con el Banco Mundial, la Agencia Australiana para el Desarrollo Internacional, el Fondo Japonés de Cooperación Exterior y otros, hicieron un esfuerzo coordinado para apoyar la reconstrucción. Cada agencia se concentró en sectores y ubicaciones en los que tenía experiencia.